# 石城乡 (巴中市)
石城乡，是中华人民共和国四川省巴中市恩阳区曾经下辖的一个乡。2019年12月，撤销石城乡，将原石城乡红岩坝社区、狮子山村、清洲村、方山村所属行政区域划归登科街道管辖，将原石城乡宝元寺社区、金鼓岩社区、得胜社区、清坪社区、长岭寨村所属行政区域划归文治街道管辖。

## 行政区划
石城乡撤销前下辖以下地区：
宝元寺社区、金鼓岩村、得胜村、方山村、小元村、烂田垭村、白包嘴村、显石寨村、千丘塝村、三清庙村、清泙村、长岭寨村、红岩坝村、狮子山村和青洲坝村。